# Pinzgauer Spaziergang
Der Pinzgauer Spaziergang, auch Pinzgauer Höhenweg genannt, ist ein etwa 25 Kilometer langer Höhenweg in den Pinzgauer Grasbergen, die zu den südlichen Kitzbüheler Alpen gehören. Der Pinzgau ist Teil des österreichischen Bundeslandes Salzburg.

## Lage und Verlauf
Der Pinzgauer Spaziergang verläuft parallel zum Salzachtal auf einem rund 2000 m hohen Gebirgskamm, der dieses hochalpine Längstal im Norden vom Glemmtal trennt. Die gesamte Strecke liegt im Gebiet des Pinzgaus.
Der Weg beginnt auf der 1965 m ü. A. hohen Schmittenhöhe, dem Hausberg von Zell am See, der mit einer Seilbahn erreicht werden kann. Von dort aus verläuft er westwärts über das 1780 m hohe Kettingtörl zum 1865 m hohen Kettingkopf, in dessen Süden mit der Pinzgauer Hütte (1700 m) ein wichtiger Stützpunkt für den Pinzgauer Spaziergang liegt. Weiter folgt der Weg abschnittsweise dem Kammverlauf, größtenteils jedoch verläuft er knapp unterhalb des Kammes an dessen Südseite. Große Steigungen sind hierbei selten, meist bewegt sich der Steig zwischen 1800 m und 2000 m. Unterwegs stehen an mehreren Übergängen wie etwa der 1993 m hohen Klammscharte oder dem 2059 m hohen Klingertörl Unterstandshütten. Einige Almhütten nahe dem Weg bieten Übernachtungsmöglichkeiten. Mehrere Varianten des Weges ermöglichen auch Gipfelbesteigungen, wie etwa die des Maurer Kogels (2074 m), des Hochkogels (2249 m), des Bärensteigkopfes (2225 m), des Manlitzkogels (2247 m) oder des Leitenkogels (2015 m). Über die 1699 m hoch gelegene Bürglhütte führt der Weg dann durch das Mühlbachtal hinab nach Stuhlfelden im Salzachtal. Eine weitere Abstiegsvariante ist die Route über die Rossweg Scharte und von dort talwärts durch das Burkbachtal nach Mittersill.

## Charakteristik
Der Pinzgauer Spaziergang gilt als verhältnismäßig leichter und gut markierter Wanderweg ohne größere technische Schwierigkeiten, einzig einige Varianten über die Gipfel sind anspruchsvoller. Große Höhenunterschiede sind nicht zu bewältigen; insgesamt umfasst die Route 500 Meter Aufstieg, wenn man am Anfang die Seilbahn zur Schmittenhöhe nimmt. Obwohl es mehrere Möglichkeiten gibt, die Strecke in mehreren Tagen zurückzulegen, können Geübte sie in nur einem Tag absolvieren. Meistens wird eine Übernachtung auf der Pinzgauer Hütte oder der Sonnbergalm gewählt.
Den besonderen Reiz dieses Wanderweges macht die beständige Aussicht auf die höchsten Gipfel der Hohen Tauern und das dazwischenliegende Salzachtal aus. Im Westteil bietet der Höhenweg beeindruckende Blicke auf die Zillertaler Alpen. Der Höhenkamm selbst ist Teil der Kitzbüheler Alpen, die mit ihren sanften, nur selten felsigen Schiefergipfeln zur Grauwackenzone gehören.
Gemäß der Höhenlage kann es bei Wetterstürzen zu jeder Jahreszeit, auch im Hochsommer, schneien, sogar ergiebig, was bei mangelhafter Ausrüstung eine ernsthafte Gefahr darstellt.

## Varianten und Fortsetzungsmöglichkeiten
Statt aus dem Salzachtal ist der Weg auch von Norden aus dem Glemmer Tal erreichbar. So ist das Westende etwa vom Weiler Lengau in der Gemeinde Saalbach-Hinterglemm aus zugänglich. Wird nur die Hälfte des Spaziergangs absolviert, so steht für Auf- oder Abstieg die Seilbahn von Saalbach-Hinterglemm auf den 2096 m hohen Schattberg, etwa vier Kilometer nördlich des Hochkogels, zur Verfügung. Darüber hinaus gibt es weitere Verbindungswege ins Glemmtal, wie etwa über die Streitbergalm (1350 m). Auch nach Süden in das Salzachtal bieten sich mehrere Abkürzungsmöglichkeiten, etwa nach Niedernsill, an.
Der Pinzgauer Spaziergang ist Bestandteil des Weitwanderwegs 02A, der gletscherfreien Variante des Zentralalpenwegs von Hainburg an der Donau nach Feldkirch. Auf diesem Weg geht dem Pinzgauer Spaziergang eine Durchquerung der Niederen Tauern sowie der Salzburger Schieferalpen voraus. Nach Westen hin setzt er sich von der Bürglhütte über den Pass Thurn (1274 m) und die Zillertaler Alpen zur Neuen Bamberger Hütte hin fort.
Darüber hinaus ist der Pinzgauer Spaziergang Teil des Arnoweges, eines Rundwanderweges, der nahezu das gesamte Bundesland Salzburg umfasst. Auf diesem Weg schließt sich im Osten eine Durchquerung der Dientener Berge an, nach Westen hin folgt der Weg der Grenze zu Tirol bis zum Gerlospass, wo er in Richtung Süden abbiegt.

## Der Pinzgauer Spaziergang im Luftsport
Unter Segelfliegern, Hängegleiter- und Gleitschirmpiloten wird der Flug entlang des Oberpinzgaus mit seinen in West-Ost-Richtung ausgerichteten Höhenzügen (Kitzbüheler Alpen und die Hohen Tauern gegenüber) ebenfalls als Pinzgauer Spaziergang bezeichnet, da an thermikstarken Tagen durch die besondere Orografie dieses Flugreviers zuverlässig ausgedehnte Streckenflüge entlang des Tales zwischen Krimml und Maiskogel gelingen.